# Markse voetbalbond
De Markse voetbalbond (Duits: Märkischer Fußball-Bund) was een regionale voetbalbond in Duitsland die bestond van 1901 tot 1911.

## Geschiedenis
Op 24 augustus 1901 werd de Freie Berliner Fußballvereinigung opgericht, die daarna de naam Berliner Fußball-Vereinigung aannam en in 1902 de naam Markse voetbalbond aannam. In 1911 fusioneerde de bond met de Berlijnse voetbalbond en de Berlijnse atletiekbond tot de Brandenburgse voetbalbond.

## Seizoenen eerste klasse
Er zijn elf seizoenen geteld, in seizoen 1901/02 werd zowel in 1901 als in 1902 een apart kampioenschap georganiseerd waaraan niet dezelfde teams deelnamen. 
| Club                                    | /11 | Seizoenen            |
| --------------------------------------- | --- | -------------------- |
| Berliner FC Vorwärts 1890               | 10  | 1902-1911            |
| BTuFC Alemannia 1890                    | 6   | 1902, 1903-1908      |
| Weißensee'er FC 1900                    | 6   | 1902, 1903-1908      |
| Charlottenburger FC Union Halensee 1898 | 6   | 1902, 1903-1908      |
| BFC Norden-West                         | 5   | 1901-1905            |
| Spandauer FC Viktoria 1899              | 5   | 1906-1911            |
| Berliner FC 1893                        | 5   | 1902, 1903-1907      |
| BSC Eintracht 01 Weißensee              | 5   | 1905-1909, 1910-1911 |
| Rixdorfer FC Belle-Alliance             | 4   | 1902-1903, 1904-1906 |
| Spandauer SC Germania 1904              | 4   | 1907-1911            |
| BSV Norden-Nordwest                     | 4   | 1907-1911            |
| Berolina SC 01                          | 4   | 1904-1905, 1907-1910 |
| FC Tasmania Rixdorf                     | 3   | 1908-1911            |
| Spandauer SC Preußen 02                 | 2   | 1904-1906            |
| BTuFC Elf 1900                          | 2   | 1904-1906            |
| BFC Norden-Nordwest                     | 2   | 1905-1907            |
| SC Westen 05                            | 2   | 1908-1910            |
| SC Teutonia 1899 Berlin                 | 2   | 1908-1910            |
| BFC des Nordens                         | 2   | 1901-1902            |
| Spandauer BTuFC Triton                  | 1   | 1902-1903            |
| BFC Hertha 1892                         | 1   | 1902                 |
| Friedrichsberger SC Brandenburg         | 1   | 1910-1911            |
| BuCC Rapide 1893                        | 1   | 1901                 |
| SC Hellas Berlin                        | 1   | 1903-1904            |
| Union Weißensee                         | 1   | 1903-1904            |
| SC Corso 1899                           | 1   | 1901                 |
| SC Corso 1899 II                        | 1   | 1901                 |
| SC Frisch-Auf 1901 Lichtenberg          | 1   | 1909-1910            |
| BSC Olymp 1900                          | 1   | 1906-1907            |
| FC Germania Moabit                      | 1   | 1901                 |
| SC Minerva 93 Berlin                    | 1   | 1901                 |
| SC Union Rixdorf                        | 1   | 1901                 |
| SC Viktoria 1897 Cottbus                | 1   | 1902                 |
| BFC Neuhellas 1899                      | 1   | 1902                 |
| SC Viktoria Nauen                       | 1   | 1902                 |
| FC Askania 1901 Forst                   | 1   | 1902                 |
| Berliner SC 1900                        | 1   | 1902                 |

1901/02 · 1902/03 · 1903/04 · 1904/05 · 1905/06 · 1906/07 · 1907/08 · 1908/09 · 1909/10 · 1910/11